# Klavdian (Poljakov)
Klavdian (světským jménem: Sergej Viktorovič Poljakov; * 26. listopadu 1971, Leninogorsk) je kazašský duchovní Ruské pravoslavné církve, biskup taldykorganský a vikář astanské eparchie.

## Život
Narodil se 26. listopadu 1971 v Leninogorsku.
Roku 1989 dokončil střední školu č. 24 v sídle Pěrvomajskij.
V letech 1989–1990 sloužil v řadách Sovětské armády.
Dne 1. října 1995 byl v chrámu Pokrova přesvaté Bohorodice v Alma-Atě pokřtěn.
Roku 1998 začal studovat na Almatském eparchiální duchovním učilišti. Studium dokončil roku 2000.
Dne 12. dubna 1998 byl v chrámu Nanebevstoupení Páně v Alma-Atě arcibiskupem alma-atinským a semipalatinským Alexijem (Kutěpovem) rukopoložen na diákona. Začal sloužil v chrámu svatých Cyrila a Metoděje sídla Pěrvomajskij.
Dne 20. června 2005 byl v chrámu Narození Krista metropolitou astanským a alma-atinským Mefodijem (Němcovem) rukopoložen na jereje. Nadále působil v chrámu svatých Cyrila a Metoděje.
V letech 2006–2010 studoval dálkově na Tomském duchovním semináři.
Dne 7. června 2007 se stal představeným chrámů Zvěstování přesvaté Bohorodice v Alma-Atě.
Dne 4. ledna 2015 byl metropolitou astanským a kazachstánským Alexandrem (Mogiljovem) postřižen na monacha a přijal mnišské jméno Klavdian na počest svatého Klaudia z Pamfýlie.
Dne 1. listopadu 2016 byl jmenován představeným chrámu svatého Jana Bohoslova, chrámu svatého archanděla Gabriela v Taldykorganu a blagočinným Taldykorganského okruhu.
Roku 2019 dokončil dálkové studium Moskevské duchovní akademie.
Dne 24. března 2022 jej Svatý synod zvolil biskupem taldykorganským a vikářem astanské eparchie. Dne 30. března 2022 byl povýšen na archimandritu.
Dne 6. dubna 2022 byl oficiálně jmenován biskupem a 6. května proběhla v chrámu Krista Spasitele v Moskvě jeho biskupská chirotonie. Světiteli byli patriarcha moskevský Kirill, metropolita astanský a kazachstánský Alexandr (Mogiljov), metropolita krutický a kolomenský Pavel (Ponomarjov), metropolita voskresenský Dionisij (Porubaj), arcibiskup oralský a atyrauský Antonij (Moskalenko), biskup kaskelenský Gennadij (Gogolev), biskup pavlodarský a ekibastuzský Varnava (Safonov), biskup karagandský a šachtinský Sevastian (Osokin), biskup usť-kamenogorský a semipalatinský Amfilochij (Bondarenko), biskup pavlovo-posadský Siluan (Vjurov), biskup kokšetauský a akmolský Serapion (Kolosnicin), biskup petropavlovský a bulajevský Vladimir (Michejkin) a biskup aktobský a kyzylordský Ignatij (Sidorenko).